# 灰叶黄耆
灰叶黄耆（学名：Astragalus discolor）为豆科黄芪属的植物，其种加词“discolor ”意为“异色的”。中国特有植物。分布在蒙古以及中国大陆的陕西、河北、内蒙古、山西、宁夏等地，生长于海拔2,200米的地区，一般生于荒漠草原地带砂质土上，目前尚未由人工引种栽培。

## 异名
- Astragalus biondianus Ulbr.
- Astragalus ulachanensis Franch.
- Astragalus ulaschanensis Franch.